# Орнек (Улытауская область)
Орнек (каз. Өрнек) — село в Улытауском районе Улытауской области Казахстана. Входит в состав Жездинской поселковой администрации. Код КАТО — 356043200.

## Население
В 1999 году население села составляло 49 человек (22 мужчины и 27 женщин). По данным переписи 2009 года, в селе проживал 21 человек (13 мужчин и 8 женщин).